# Горошок паннонський
Горошок паннонський, чина паннонська (Lathyrus pannonicus) — вид рослин з родини бобові (Fabaceae), поширений у цн., пд.-сх. і сх. Європі, Казахстані й Сибіру.

## Опис
Багаторічна рослина 20–50 см завдовжки. Рильце лінійне, нерозширена. Квітконоси довший або коротший листків. Листочків 2–3 пар, лінійно-ланцетні. Квітки 15–18 мм довжиною, з білими, рожевими, блакитними або кремовими віночком або окремими пелюстками. Боби лінійні, 30–45 мм завдовжки, 5–6 мм завширшки.

## Поширення
Поширений у цн., пд.-сх. і сх. Європі, Казахстані й Сибіру.
В Україні вид зростає на лісових галявинах, освітлених схилах, луках, у лугових степах — у Лісостепу, на півночі Степу і в Криму; декоративна, медоносна.